# Carol Loncear
Carol Loncear (n. 14 aprilie 1917, Bocșa Montană, Banat, Austro-Ungaria — d. 1991, Bocșa, România) a fost un om politic comunist român care a îndeplinit funcția de ministru in mai multe guverne din perioada  Republicii Populare Române. 
Carol Loncear a devenit membru al Partidului Comunist Român în luna decembrie 1944. El a deținut următoarele funcții ministeriale: ministru al industriei metalurgice și industriei chimice
(1952 - 1953); ministru al industriei metalurgice și construcțiilor de mașini (1953); ministru al industriei materialelor de construcții (1954 - 1957); ministru adjunct al industriei grele (1957 - 1959); ministru al industriei grele (1959 - 1960). Ca urmare a unor abateri grave comise în funcția de ministru la Ministerul Metalurgiei, Carol Loncear a fost destituit și trimis la munca de jos. 
În 1963, Carol Loncear a fost arestat preventiv, fiind acuzat de infracțiunea de „uneltire contra ordinei sociale prin agitație”. Carol Loncear a recunoscut la anchetă că, în perioada 1960 - 1963, a comentat în mod dușmănos unele probleme în legătură cu situația internă din Republica Populară Română. În aceste discuții, el ar fi făcut aprecieri calomnioase și defăimătoare cu privire la unele aspecte ale situației economice și sociale din România. La data de 9 noiembrie 1963, a început procesul lui Carol Loncear la Tribunalul Capitalei RPR. Carol Loncear a recunoscut faptele incluse în dosarul de la Securitate. La data de 23 noiembrie 1963, el a fost condamnat la 2 ani de închisoare corecțională, la 2 ani de interdicție corecțională și a fost obligat să plătească statului suma de 300 de cheltuieli penale și 150 de lei onorariu avocat în contul Ministerului Justiției. În 1964, instanța juridică a respins recursul său ca nefondat.

## Distincții
- Medalia „A cincea aniversare a Republicii Populare Române” (24 decembrie 1952) „pentru lupta și munca duse în vederea făuririi, consolidării și prosperării Republicii Populare Române”[2]
- Ordinul Muncii clasa I (30 decembrie 1957) „cu ocazia celei de a zecea aniversări a proclamării Republicii Populare Romîne și pentru merite deosebite în îndeplinirea sarcinilor date de Partidul Muncitoresc Romîn, pentru merite deosebite pe tărîmul construcției de stat, economice, sociale, culturale și obștești”[3]
- Ordinul „23 August” clasa a III-a (12 august 1959) „pentru merite deosebite în opera de construire a socialismului”[4]